# Tarenna maingayi
Tarenna maingayi är en måreväxtart som först beskrevs av Joseph Dalton Hooker, och fick sitt nu gällande namn av Elmer Drew Merrill. Tarenna maingayi ingår i släktet Tarenna och familjen måreväxter. Inga underarter finns listade i Catalogue of Life.